# ハート・ソー・バッド
「ハート・ソー・バッド」（"Hurt So Bad"）はテディ・ランダッツォ、ボビー・ワインスタイン、ボビー・ハートによる楽曲。
この曲はリトル・アンソニー＆ジ・インペリアルズによってオリジナルが録音され1965年のトップ10ヒットしたバラードである。
リンダ・ロンシュタットも1980年にカバーしてトップ10ヒットとした。
この曲は1969年9月に12位のヒットとしたレターメンを含む数多くのアーティストによってカバーされている。

## リトル・アンソニー&ジ・インペリアルズのバージョン

### 背景
リトル・アンソニー＆ジ・インペリアルズのオリジナルバージョンは彼らのアルバム Goin' out of My Head からシングルカットされた。これはスマッシュヒットしたアルバムのタイトルソングに続くもので、ビルボードのトップ10ヒットとなり、R&Bではトップ5のヒットとなった。このバージョンはビルボード・トップ100で10位に到達した。グループがエド・サリバン・ショーに初出演した際にもこの曲が演奏された。グループの長年の友人であるテディ・ランダッツォとボビー・ワインスタイン、ボビー・ハートによってインペリアルズ向けに書かれた曲で、ドン・コスタが自身のDCPレコード・レーベル向けにプロデュースしたが、後にユナイテッド・アーティスツ・レコードに吸収され、子会社のVEEPレコードから再発売された。
力強く、ドラマチックなバラードの録音によって、この曲はインペリアルズの最もよく知られた曲の一つなり、数多くのカバーバージョンを生み出した。

### パーソネル
- "リトル・アンソニー"・ゴーダイン - リード・ボーカル
- クラレンス・"ワー＝フー"・コリンズ - バリトン/バス
- アーネスト・ライト - セカンド・テナー
- サミー・ストレイン（英語版） - ファースト・テナー
- プロデューサー：ドン・コスタ（英語版）
- 伴奏：101ストリングス・オーケストラ

## エル・チカーノのバージョン

### 背景
エル・チカーノは1970年のデビューアルバム Viva Tirado で「ハート・ソー・バッド」をカバーした。この曲はバンドの最初のヒット曲 "Viva Tirado" を含むアルバムに収録された9曲の中の1曲だった。

## リンダ・ロンシュタット

### 背景
リンダ・ロンシュタットは「ハート・ソー・バッド」（ロンシュタット版の邦題は「涙がいっぱい」）のカバーを自身のプラチナ認定の1980年のアルバム『激愛』に収録した。ピーター・アッシャーによるプロデュースを受け、アルバムからの2枚目のシングルとしてアサイラム・レコードからリリースされた。リンダのバージョンではダニー・コーチマーのギター・ソロがフィーチャーされている。このバージョンはこの曲の最も成功したカバーとなり、1980年の春にビルボードのホット100チャートで最高8位に、キャッシュボックスのトップ100チャートでは最高9位を記録した。

## その他のバージョン
この曲は以下のアーティストに寄ってもカバーされている：
- レターメン
- ジャッキー・デシャノン[4]
- アリシア・キーズ
- ラムゼイ・ルイス、デルフォニックス、デヴィッド・キャシディ、リチャード・"グルーヴ"・ホームズ（英語版）、グラント・グリーン、ウィリー・ボボ、ナンシー・ウィルソン、アンヌ・ルネ（英語版）（"Ça Fait Mal" としてフランス語で）など